# 아르튀르 아다모프
아르튀르 아다모프(Arthur Adamov, 1908년 8월 23일 ~ 1970년 3월 15일)은 러시아 태생의 프랑스의 극작가다.
소년시대는 스위스와 마인츠에서 보냈고, 파리로 나와 초현실주의 운동에 가담했다. 1950년에는 장 빌라르에 의해 <침입>이 상연되어 주목을 끌었다. <파로디> <핑퐁> <파오로 파오리>로 호평을 얻었다. 초기의 작품이 표현주의적인 데 반해서 최근의 역사극·정치극인 <71년 봄>이라든가 <남겨진 자의 정치>에서는 브레히트의 영향을 받아 서사시적인 경향을 강하게 풍기고 있다. 이 밖에 고리키, 뷔흐너, 고골리 등의 번안(飜案) 등이 있다.